# Evidence

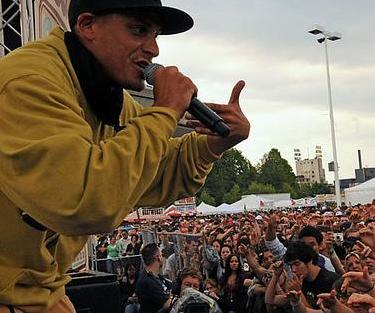
Evidence

Evidence (* 10. Dezember 1976 in Los Angeles, Kalifornien; bürgerlich Michael Perretta) ist ein US-amerikanischer Rapper und Hip-Hop-Produzent. Er ist Mitglied der Gruppe Dilated Peoples.

## Leben
Evidence ist der Sohn eines Italieners und einer russischstämmigen Amerikanerin. Im Alter von sechs Jahren zog er nach der Scheidung seiner Eltern zusammen mit seiner Mutter von Santa Monica nach Venice. Dort interessierte er sich in seiner Kindheit für Skateboarding und Graffiti. Als er mit 12 erneut umzog, lernte er QDIII, den Sohn von Quincy Jones, kennen. Von ihm lernte er das Produzieren. Ab 1992 war er Teil der Gruppe Dilated Peoples. Erst 2007 veröffentlichte er, nach zahlreichen Alben und Singles mit der Gruppe, sein Solodebüt, The Weatherman LP über ABB Records. Dies hatte er schon seit 2001 geplant, konnte es aber auf Grund eines Vertrags mit Capitol Records, der 2006 endete, nicht umsetzen. 2008 stelle er im Internet das The Layover Mixtape, gemixt von DJ Skee, kostenlos zum Download bereit. Es diente als Vorbereitung auf die gleichnamige EP, die am 21. November 2008 in Deutschland erschien. Beigelegt war eine DVD, auf der vier Musikvideos der EP und zwei des Albums The Weatherman LP zu sehen sind. Ein weiteres Video zu einem Lied der EP veröffentlichte er im Internet, sowie im Februar 2009 eines für die Single For Whom The Bell Tolls.

## Diskografie

### Alben
| Jahr | Titel             | Höchstplatzierung, Gesamtwochen, AuszeichnungChartplatzierungen (Jahr, Titel, Platzierungen, Wochen, Auszeichnungen, Anmerkungen) | Höchstplatzierung, Gesamtwochen, AuszeichnungChartplatzierungen (Jahr, Titel, Platzierungen, Wochen, Auszeichnungen, Anmerkungen) | Höchstplatzierung, Gesamtwochen, AuszeichnungChartplatzierungen (Jahr, Titel, Platzierungen, Wochen, Auszeichnungen, Anmerkungen) | Höchstplatzierung, Gesamtwochen, AuszeichnungChartplatzierungen (Jahr, Titel, Platzierungen, Wochen, Auszeichnungen, Anmerkungen) | Höchstplatzierung, Gesamtwochen, AuszeichnungChartplatzierungen (Jahr, Titel, Platzierungen, Wochen, Auszeichnungen, Anmerkungen) | Anmerkungen                                                               |
| Jahr | Titel             | DE | AT | CH | UK | US | Anmerkungen                                                               |
| ---- | ----------------- | --- | --- | --- | --- | --- | ------------------------------------------------------------------------- |
| 2007 | The Weatherman LP | — | — | — | — | — | Erstveröffentlichung: 20. März 2007                                       |
| 2011 | Cats & Dogs       | — | — | CH69 (1 Wo.)CH | — | US64 (1 Wo.)US | Erstveröffentlichung: 27. September 2011                                  |
| 2014 | Lord Steppington  | — | — | — | — | US60 (1 Wo.)US | Erstveröffentlichung: 21. Januar 2014 mit The Alchemist als Step Brothers |
| 2018 | Weather or Not    | — | — | CH48 (1 Wo.)CH | — | US187 (1 Wo.)US | Erstveröffentlichung: 26. Januar 2018                                     |
| 2021 | Unlearning Vol. 1 | DE12 (1 Wo.)DE | — | — | — | — | Erstveröffentlichung: 25. Juni 2021                                       |

### EPs
- 2008: The Layover EP
- 2010: I Don't Need Love

### Singles
- 2007: Mr Slow Flow
- 2007: Chase the Clouds Away
- 2008: For Whom the Bell Tolls (mit will.i.am, Phonté und Blu)
- 2010: To Be Continued…
- 2011: You
- 2011: It Wasn't Me